# Fire Emblem Echoes: Shadows of Valentia
Fire Emblem Echoes: Shadows of Valentia (ファイアーエムブレム Echoes もうひとりの英雄王?, Faiā Emuburemu Echoes: Mō hitori no eiyū'ō, lett. Gli Echi dell'Emblema di Fuoco: Un altro re eroico) è un videogioco di ruolo alla giapponese, sviluppato da Intelligent Systems e pubblicato da Nintendo per la famiglia di console Nintendo 3DS nell'aprile 2017. Si tratta del remake del secondo titolo della saga fantasy Fire Emblem, Fire Emblem Gaiden, pubblicato nel 1992.

## Trama
Tanto tempo fa, la dea Mila e suo fratello maggiore Duma, si scontrarono in un conflitto senza precedenti al fine di far valere i loro progetti per gli abitanti del continente di Valentia: Mila intendeva a far assaporare agli uomini una vita priva di stenti, mentre Duma era intenzionato nel creare un sistema politico rigidissimo per impedire che gli esseri umani si corrompessero. La guerra si concluse con la stipulazione di un accordo fra le due divinità, il Patto Sacro: Duma e Mila si spartirono la parte settentrionale e la parte meridionale del continente con la promessa di non violare mai il dominio altrui.
I due fratelli fondarono due grandi potenze: il Regno di Zofia, protetto da Mila, e l'Impero rigeliano, gestito da Duma: a Zofia gli uomini vivevano felici grazie alle continue attenzioni e ai doni di Mila, i quali finirono poi per viziare la gente del regno e a corromperla fino a farla finire nel baratro della depravazione; Duma, invece, era riuscito a forgiare un impero basato sulla disciplina militare, ma trascurando gli altri bisogni della popolazione, la quale crebbe forte ma incapace di provare empatia ed emozioni.
I due protagonisti, Alm e Celica, sono due amici molto legati fra loro, che abitano con loro nonno adottivo, il cavaliere Mycen, in un villaggio ai confini estremi di Valentia. Il duo trascorre le proprie giornate a giocare spensieratamente, accomunati da uno strano simbolo sulla mano.
Un giorno, i due bambini saranno costretti a separarsi a causa di un attacco ordito dal cancelliere di Zofia ai danni di Celica: la motivazione dell'attacco risiede nel sangue blu che scorre nelle vene di Celica, ultima erede al trono di Zofia rimasta in vita a seguito di una serie di attentati orditi dal perfido cancelliere alle spalle del re. Nonostante Alm cerchi di convincere Mycen a non portare via Celica dal villaggio, i due, data l'inevitabilità della partenza della ragazzina, decidono di farsi una promessa: non importa quanto tempo sarebbe passato da allora, poiché avrebbero aspettato di crescere e di rivedersi nuovamente.
Trascorrono sette anni da quel fatidico giorno e Alm, ora divenuto un giovane forte e di buon cuore, è diventato il leader dei Liberatori, la resistenza che si è ribellata alla malvagità del cancelliere di Zofia, il quale, alleatosi con l'Impero Rigeliano, ha ordito l'assassinio del re, prendendo il suo posto e commettendo tremendi soprusi contro la popolazione; invece Celica, ora una sacerdotessa della dea Mila, decide di recarsi in pellegrinaggio al tempio dove risiede la dea, allo scopo di svelare il mistero per cui ella ha smesso di benedire i raccolti e lasciando così la popolazione a soffrire la fame.

## Modalità di gioco

### Nuove funzioni
Fire Emblem Echoes: Shadows of Valentia è il remake del secondo videogioco della saga Fire Emblem, Fire Emblem Gaiden, il quale fu soggetto di enormi critiche per via delle innovazioni da esso introdotte, rendendosi di fatto il titolo che ha caratterizzato al meglio l'intera serie. Proprio come il proprio predecessore, difatti, ha portato enormi novità: innanzitutto è stato eliminato il Triangolo delle Armi, prontamente reintrodotto in Fire Emblem Warriors, per poi passare alle unità: gli arcieri ora possono contrattaccare da qualsiasi distanza, mentre gli incantatori dovranno sacrificare punti salute in base alla potenza degli incantesimi lanciati, che siano d'attacco o di guarigione.
Durante il gioco sarà possibile giocare in due modi differenti: in modalità normale le unità sconfitte si ritirano per poi ritornare nelle battaglie successive; in modalità classica, invece, i personaggi caduti in battaglia periscono. Tuttavia in Fire Emblem Echoes è stata introdotta la possibilità di permettere ai caduti di resuscitare, per merito della Fonte dell'Acqua della Vita, rintracciabile in alcune mappe del gioco. È inoltre possibile riavvolgere il tempo grazie alla Ruota di Mila per un numero limitato di volte in battaglia, in caso si abbia sbagliato azione o si abbia perso un'unità: per aumentarne gli utilizzi a disposizione è necessario trovare gli ingranaggi della Ruota, sparsi per tutta Valentia.